# Епархия Руркелы
Епархия Руркелы (лат. Dioecesis Rurkelaënsis) — епархия Римско-Католической церкви c центром в городе Руркела, Индия. Епархия Руркелы входит в митрополию Каттак-Бхубанесвара. Кафедральным собором епархии Руркелы является церковь Святейшего Сердца Иисуса.

## История
4 июля 1979 года Папа Римский Иоанн Павел II издал буллу Cum cordi potissimum, которой учредил епархию Руркелы, выделив её из епархии Самбалпура.

## Ординарии епархии
- епископ Альфонс Билунг (4.07.1979 — 2.04.2009);
- епископ Джон Барва (2.04.2009 — 11.02.2011) — назначен архиепископом Каттак-Бхубанесвара

## Источник
- Annuario Pontificio, Ватикан, 2007
- Булла Cum cordi potissimum  (лат.)